# Mistrzostwa Świata w Łucznictwie 1967
24. Mistrzostwa Świata w Łucznictwie odbyły się 25–28 lipca 1967 w Amersfoort w Holandii. Organizatorem była Międzynarodowa Federacja Łucznicza. 
Polska wywalczyła cztery medale, wygrywając klasyfikację medalową. Polki zdobyły wszystkie medale w konkurencji kobiet. Złoto wywalczyła Maria Mączyńska przed Zofią Piskorek i Ireną Szydłowską. Dodatkowo Polki wygrały zawody drużynowe. 

## Medaliści

### Strzelanie z łuku klasycznego
| Konkurencja            | Złoto                                                        | Srebro                                                              | Brąz                                                        |
| Indywidualnie kobiet   | Maria Mączyńska                                              | Zofia Piskorek                                                      | Irena Szydłowska                                            |
| Indywidualnie mężczyzn | Ray Rogers                                                   | Ian Dixon                                                           | Hardy Ward                                                  |
| Drużynowo kobiet       | Polska · Maria Mączyńska · Zofia Piskorek · Irena Szydłowska | Stany Zjednoczone · Nancy Myrick · Maureen Bechdolt · Victoria Cook | Szwecja · Sigrid Johansson · Irma Danielsson · Kerttu Klotz |
| Drużynowo mężczyzn     | Stany Zjednoczone · Ray Rogers · Hardy Ward · A. Muller      | Szwecja · Arne Ljungqvist · Anders Billström · Rolf Eklund          | Wielka Brytania · Ian Dixon · Roy Matthews · P. Taylor      |

## Klasyfikacja medalowa
| Lp. | Państwo           | Złoto | Srebro | Brąz | Razem |
| 1.  | Polska            | 2     | 1      | 1    | 4     |
| 1.  | Stany Zjednoczone | 2     | 1      | 1    | 4     |
| 3.  | Szwecja           | 0     | 1      | 1    | 2     |
| 3.  | Wielka Brytania   | 0     | 1      | 1    | 2     |